# Aphonoides berezini
Aphonoides berezini är en insektsart som beskrevs av Andrej Vasiljevitj Gorochov 2007. Aphonoides berezini ingår i släktet Aphonoides och familjen syrsor. Inga underarter finns listade i Catalogue of Life.